# Jawa 350 cc V4
De Jawa 350 cc V4 (Jawa Type 673) was een wegrace-motorfiets van het merk Jawa die van 1968 tot 1970 werd ingezet in de 350 cc klasse van het wereldkampioenschap wegrace.

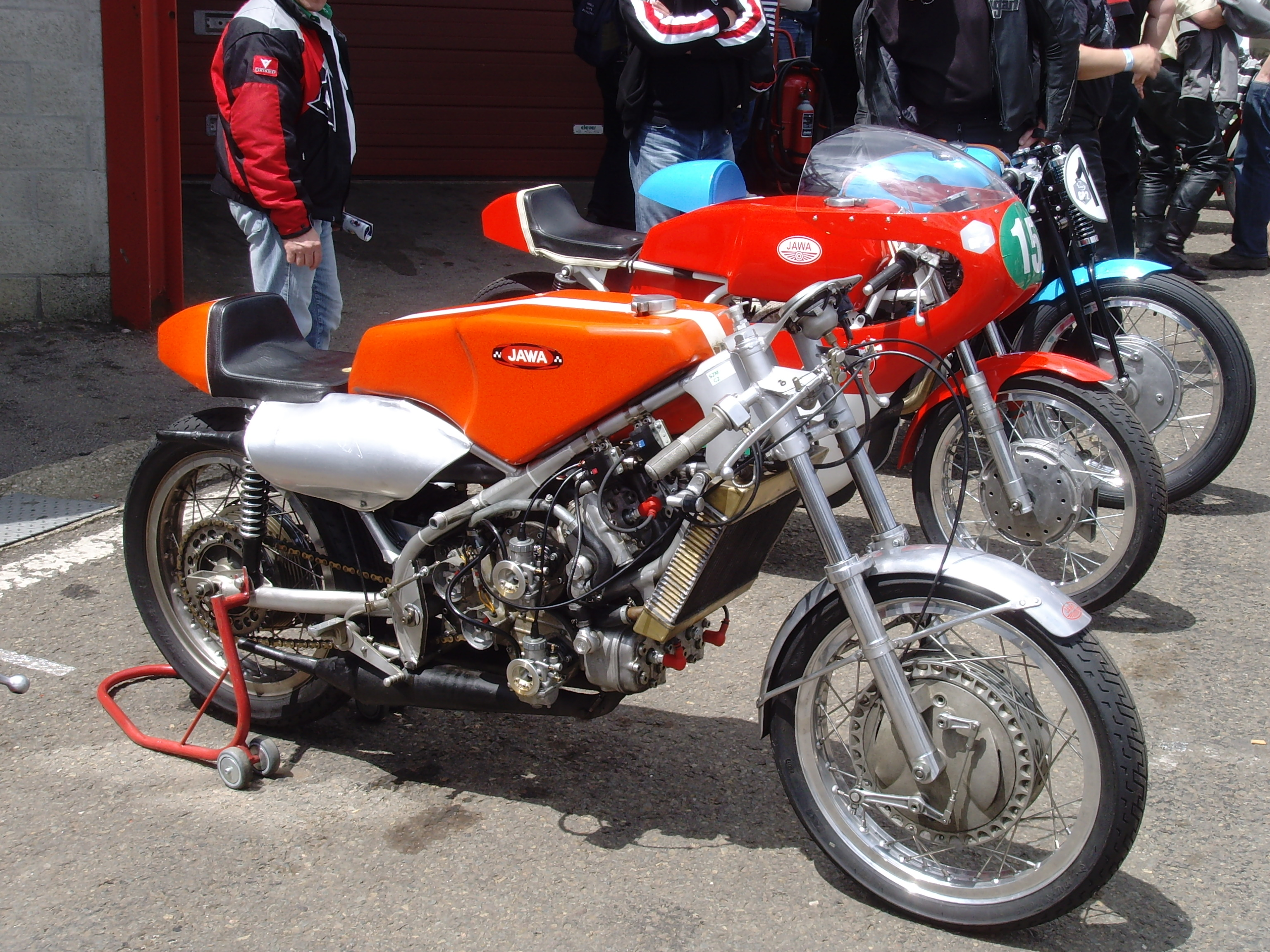
Bill Ivy's Jawa uit 1969

## Voorgeschiedenis
Hoewel Jawa voor de gewone klanten vrijwel uitsluitend tweetaktmotoren uitbracht, gebruikte men in 350 cc wegraces van 1959 tot 1967 de 350 cc viertakt. Die was in 1961 en 1962 nog goed genoeg voor de tweede plaats in het wereldkampioenschap, maar in de jaren daarna kwam de machine tekort ten opzichte van de machines van Honda en MV Agusta. Halverwege de jaren zestig gebruikte Honda al zeer gecompliceerde zescilinders en bij Jawa besloot men het over een andere boeg te gooien.

## 350 cc V4

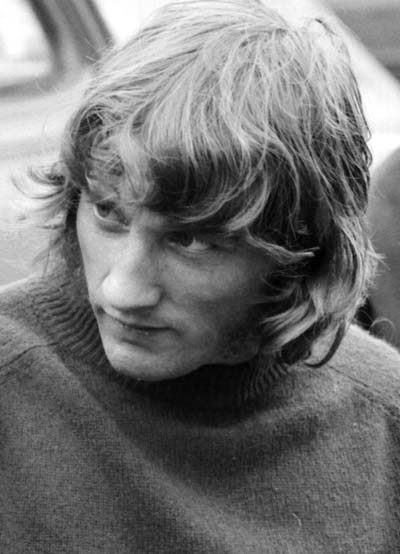
Bill Ivy

In 1967 debuteerde de 350 cc V4 tijdens de TT van Assen met František Šťastný en Gustav Havel als rijders. De betrouwbaarheid was echter ver te zoeken en de machine verdween weer van het toneel tot de Grand Prix van Tsjecho-Slowakije van 1968, ruim een jaar later. Dit keer werd Šťastný derde in de 350 cc race, achter Giacomo Agostini met een MV Agusta 350 3C en Heinz Rosner met een MZ. Hij werd ook nog vierde in de Ulster Grand Prix en zesde in de GP des Nations.

### 1969
In 1969 had men Bill Ivy als coureur aangetrokken. Ivy was enkele jaren samen met Phil Read fabrieksrijder voor Yamaha geweest en was in 1967 wereldkampioen in de 125 cc klasse geworden. Hij gold als een grote ster. Ivy debuteerde met de Jawa 350 tijdens een van de voorjaarsraces (Mototempora Romagnola) in Italië, in Cesenatico in april 1969. Ook Šťastný kwam daar met deze machine aan de start. Beiden vielen echter uit. In de Grand Prix van Spanje begon de Jawa van Ivy steeds beter te lopen, maar uiteindelijk viel hij uit door koelproblemen. In de GP van Duitsland kwam het eerste succes: Ivy was de enige die niet door Agostini op een ronde werd gezet. Het was toen wel duidelijk dat het afstellen van de ontsteking en de carburatie veel werk was. Naar de Isle of Man TT ging alleen Šťastný, die uitviel. Ivy wilde pas in Assen weer starten. In de TT van Assen wist hij voor spanning te zorgen in een seizoen waarin Agostini ongenaakbaar was. Hoewel de Jawa af en toe op slechts drie cilinders liep, was hij de enige die Ago kon bedreigen en zelfs even aan de leiding wist te rijden. Šťastný lag lange tijd op de vierde plaats, maar na zijn tweede pitstop stopte hij. Hij reed inmiddels op een andere Jawa, een eencilinder tweetakt. Tijdens de training op Sachsenring reed Ivy tijdens een vrije training terug naar de pits. Bij het ingaan van de laatste snelle bocht kreeg zijn Jawa V4 een vastloper. Onderzoek wees uit dat de krukas van de onderste linker cilinder was vastgelopen. Bill Ivy en zijn motorfiets schoven een heel eind door en Bill raakte daarbij een tuinmuurtje dat niet door strobalen was afgeschermd. Mogelijk was zijn helm al bij de val afgerukt (volgens sommige bronnen had hij deze al afgenomen om naar de pit terug te rijden). Hij liep ernstig hoofdletsel op en overleed in het ziekenhuis. Jawa trok Jack Findlay aan als vervanger, maar nadat die tijdens de training voor de Tsjechische GP zijn sleutelbeen brak reed Silvio Grassetti ermee. Die werd derde, op meer dan een minuut achterstand op Agostini. Het Jawa-team verloor opnieuw een rijder: František Boček, die met een eencilinder reed, overleed in het ziekenhuis na een val tijdens de race. Hierna ontstond enig getouwtrek om het Jawa-fabriekscontract: de machine was beloofd aan Jack Findlay, maar ook Grassetti vond dat hij er recht op had. Bij de volgende Grand Prix, die van Finland, was Findlay in elk geval genoeg hersteld om de Jawa weer te besturen. Hij werd er zevende mee. Omdat Grassetti bij de fabriek bleef aandringen om de Jawa in Imola en Opatija te mogen rijden, besloot men om Jack Findlay in een race in Jičín te laten zien wat hij waard was. Dat werd geen succes, maar dat was Findlay niet te verwijten; tijdens de trainingen regende het hard en in de race viel hij al snel uit met ontstekingsproblemen. In de Ulster Grand Prix kwam geen enkele Jawa-viercilinder aan de start. Šťastný werd vijfde met de eencilinder. Uiteindelijk besloot men bij Jawa om in Imola drie viercilinders in te zetten, voor Šťastný, Findlay én Grassetti. Deze race werd gemeden door MV Agusta, uit protest voor de verplaatsing van Monza naar Imola. In die race belandde Findlay opnieuw in het ziekenhuis, dit keer met schaafwonden en een hersenschudding doordat zijn Jawa al in de beginfase vastliep. Ook Šťastný kon geen vuist maken, maar Silvio Grassetti had de race bijna gewonnen. Hij was slecht gestart, maar had al snel aansluiting gevonden bij Phil Read met een Yamaha TR 2. Read moest in de pit zijn uitlaat vast laten zetten waardoor Grassetti de leiding nam. Die zwaaide echter wat te enthousiast naar zijn fans waardoor hij in de berm kwam. Hij viel niet, maar verloor genoeg tijd om Read de kans te geven de leiding weer over te nemen. In de GP van de Adriatische Zee in Opatija kwam Agostini ook niet aan de start, maar Phil Read ook niet. Silvio Grassetti had al de snelste trainingstijd gezet en won de race. František Šťastný had een slecht werkende voorrem, maar werd toch nog derde. Findlay startte niet in Joegoslavië. Silvio Grassetti eindigde het seizoen als tweede in de eindstand van het wereldkampioenschap, maar hij had ook al een derde plaats gescoord in de TT van Assen met een Aermacchi Ala d'Oro 350. Jack Findlay werd zesde, maar met de Jawa had hij geen enkel punt gescoord. František Šťastný werd negende en Bill Ivy werd postuum tiende. In november 1969 tekende Silvio Grassetti al een contract met Jawa voor de 350 cc klasse van het seizoen 1970. Hij was vrij om in andere klassen met andere merken te starten (hij reed de 250 cc met een Yamaha TD 2). Omdat hij de enige fabrieksrijder voor Jawa zou zijn betekende dat het einde van een jarenlange samenwerking van dit merk met František Šťastný, die nog wel op de eencilinder productieracer zou rijden.

### 1970
In de eerste Italiaanse voorjaarsrace van 1970, in Rimini, viel Grassetti in de regen uit door een natte ontsteking. In Modena moest hij hard vechten om Angelo Bergamonti, die met een Aermacchi Ala d'Oro 350 onderweg was, de derde plaats afhandig te maken, maar hij had wel een ronde achterstand op Agostini. In Riccione werd hij ook derde, opnieuw met een ronde achterstand. Waarschijnlijk werd de Jawa daarna teruggeroepen naar de fabriek, want Grassetti verscheen in Cesenatico en Cervia wel met zijn 250 cc Yamaha aan de start (in Cesenatico won hij zelfs), maar niet in de 350 cc klasse. In Duitsland kwam Grassetti niet aan de start, en in Frankrijk reed de 350 cc klasse niet, waardoor de eerste WK-race van de Jawa in Joegoslavië plaatsvond. Grassetti startte slecht, maar wist zich naar voren te vechten om uiteindelijk derde te worden. In Assen was de Jawa nauwelijks aan de praat te rijden. In de trainingen ging het al slecht en in de race stopte Grassetti al na enkele ronden. In de DDR zat Grassetti in de buurt van de zesde plaats, op grote achterstand zelfs van de mensen voor hem, toen hij door een vastloper uitviel. Nog voor de thuisrace van de Jawa in Brno maakte Grassetti een enorme blunder. Hij nam op de startplaats de Jawa over van een monteur en wilde hem aanduwen. Toen hij op de motor wilde springen ging het mis: hij viel en de Jawa schoof over de baan, tegen de machine van de Canadees Frank Juhan aan. De tank van de Jawa scheurde open en de start moest een half uur worden uitgesteld om de startplaats schoon te maken. Grassetti's Jawa was te zeer beschadigd om te kunnen starten. De relatie tussen Silvio Grassetti en Jawa stond al onder druk, en dit voorval maakte de verhouding niet beter. In Monza kon de machine echter ook niet overtuigen. Grassetti kwam maar moeilijk op gang en moest zich enorm inspannen om uiteindelijk vijfde te worden, maar opnieuw reed hij ruim een ronde achter Agostini en Bergamonti met de MV Agusta's. Grassetti sloot het seizoen af met de twaalfde plaats in het 350 cc-wereldkampioenschap.
Jawa stapte hierna uit het WK-wegrace.

## Techniek

### Motor
Hoewel de machine in het algemeen als een "V4" werd aangeduid, was het eigenlijk een U-motor, waarbij twee tweecilinders boven elkaar waren gebouwd. Elke cilinder had een eigen krukas, die in het midden door een tandwieltrein waren verbonden. Aan de buitenzijde van de krukassen zaten roterende inlaatschijven. De tandwielen dreven een hulpas aan die het vermogen overbracht naar de koppeling, maar ook de oliepomp, de waterpomp en het ontstekingssysteem aandreef. De oliepomp was nodig voor de smering van de drijfstang- en de krukaslagers. De zuigers en cilinders werden gesmeerd door mengsmering. De machine had een elektronische (thyristor) ontsteking. Het vermogen werd door Jawa opgegeven als 70 pk, maar dat was waarschijnlijk tamelijk optimistisch. De MV Agusta 350 3C en de Benelli 350 4C leverden ca. 65 pk, maar eindigden meestal met een ronde voorsprong op de Jawa.

### Transmissie
De Jawa V4 had een meervoudige droge platenkoppeling en zeven versnellingen. De primaire aandrijving verliep via een tandwieltrein en een hulpas, de secundaire aandrijving met een ketting.

### Rijwielgedeelte
De machine had een brugframe van buizen. Voor was een telescoopvork gemonteerd, achter een swingarm met twee veer/demperelementen. Voor en achter waren trommelremmen gebruikt. De voorste was een dubbel duplexrem met vier oplopende remsegmenten en een diameter van 230 mm. De achterrem was een enkele duplexrem met 220 mm diameter.

## Technische gegevens
| Jawa                   | 350 cc V4                           |
| ---------------------- | ----------------------------------- |
| Periode                | 1967-1970                           |
| Categorie              | fabrieksracer                       |
| Motortype              | tweetakt                            |
| Bouwwijze              | viercilinder U-motor                |
| Koeling                | water                               |
| Boring                 | 48 mm                               |
| Slag                   | 47,6 mm                             |
| Cilinderinhoud         | 344,5 cc                            |
| Compressieverhouding   | onbekend                            |
| Brandstoftoevoer       | roterende inlaten en 4 carburateurs |
| Max. Vermogen          | 72 pk (53 kW) bij 13.000 tpm        |
| Primaire aandrijving   | tandwielen                          |
| Koppeling              | meervoudige droge platenkoppeling   |
| Versnellingen          | 7                                   |
| Secundaire aandrijving | ketting                             |
| Rijwielgedeelte        | brugframe                           |
| Remmen                 | trommelremmen,                      |
| Tankinhoud in liters   | 28                                  |
| Droog gewicht in kg    | 138                                 |